# 聖ミカエル (ジョルダーノ)
『聖ミカエル』（せいミカエル、独: Der Heilige Michael、英: Saint Michael）は、イタリア・バロック期のナポリ派の巨匠ルカ・ジョルダーノが1663年ごろ、キャンバス上に油彩で制作した絵画である。本来、絵画の大きさからして教会の側廊にあった礼拝堂用の祭壇画であったと思われる。サタン (悪魔) に率いられる反逆した天使と闘い、彼らを地獄へ突き落す大天使ミカエルが描かれている。作品は1971年にロンドンで購入されて以来、ベルリン絵画館に所蔵されている。なお、ウィーンの美術史美術館には、ジョルダーノが本作より少し後の1666年ごろに描いた同主題の『反逆天使の墜落』がある。

## 主題
本作に描かれる大天使ミカエルは天界の守護天使であり、天の軍勢を率いて悪魔と闘う。絵画では鎧を身に着け、剣を手にし、悪魔を踏みつけて描かれることが多い。最後の審判の天使として、天秤を持った姿で表されることもある。聖ミカエルは、プロテスタントやトルコのオスマン帝国の脅威に勝利するカトリック教会の象徴であった。

## 作品
本作は、ジョルダーノがマッティア・プレーティ (1656-1660年までナポリに滞在していた) の影響、そしてプレーティの様式に見られる16世紀ヴェネツィア派のヴェロネーゼの影響を脱し、 ボローニャ派の巨匠グイド・レーニの影響をしばしば受けていた時期のものである。レーニの影響は、明らかに伸びやかな筆致、薄い絵具の塗り、とりわけ衣服の軽快で透明な描写、そして明るく輝くような色彩に反映している。
レーニの『羊飼いの礼拝』 (サン・マルティーノ教会、ナポリ) には白、赤、青色という本作と同じ3色が主に用いられており、本作に非常に強い影響を与えている。また、ジョルダーノはレーニの『悪魔を倒す聖ミカエル』 (サンタ・マリア・デッラ・コンチェツィオーネ・デイ・カップチーニ教会) からは直接的な影響を受けており、彼が版画によって知っていたラファエロの『悪魔を倒す聖ミカエル』 (ルーヴル美術館、パリ) の要素と融合させている。ジョルダーノは、大天使が両手に持って下方に突く槍のモティーフ、広げられた脚のほとんどダンスをするようなポーズをラファエロかレーニから借用している。対角線の構図、それとは反対の頭部の傾き、巻き毛の金髪、とりわけ青色の衣服、はためくピンク色の布などもまたレーニに由来する。
最後に、悪魔の人物像にはジョルダーノの師であるホセ・デ・リベーラの影響がたやすく見て取れる。すなわち、豊かな明暗のコントラストによってモデリングされた身体像、野卑なジェスチャー、大きく開けられた、唸るような口を持つ顔などである。とりわけ、1622年のリベラの版画が本作の直接的な範となっている (ちなみに、ジョルダーノが1666年ごろに描いた『反逆天使の墜落』では、ずっと強いリベーラの影響が見られる)。本作において、ジョルダーノはレーニ、ラファエロ、リベーラから受けた影響を融合し、盛期バロックの表現言語に翻案している。

## ギャラリー

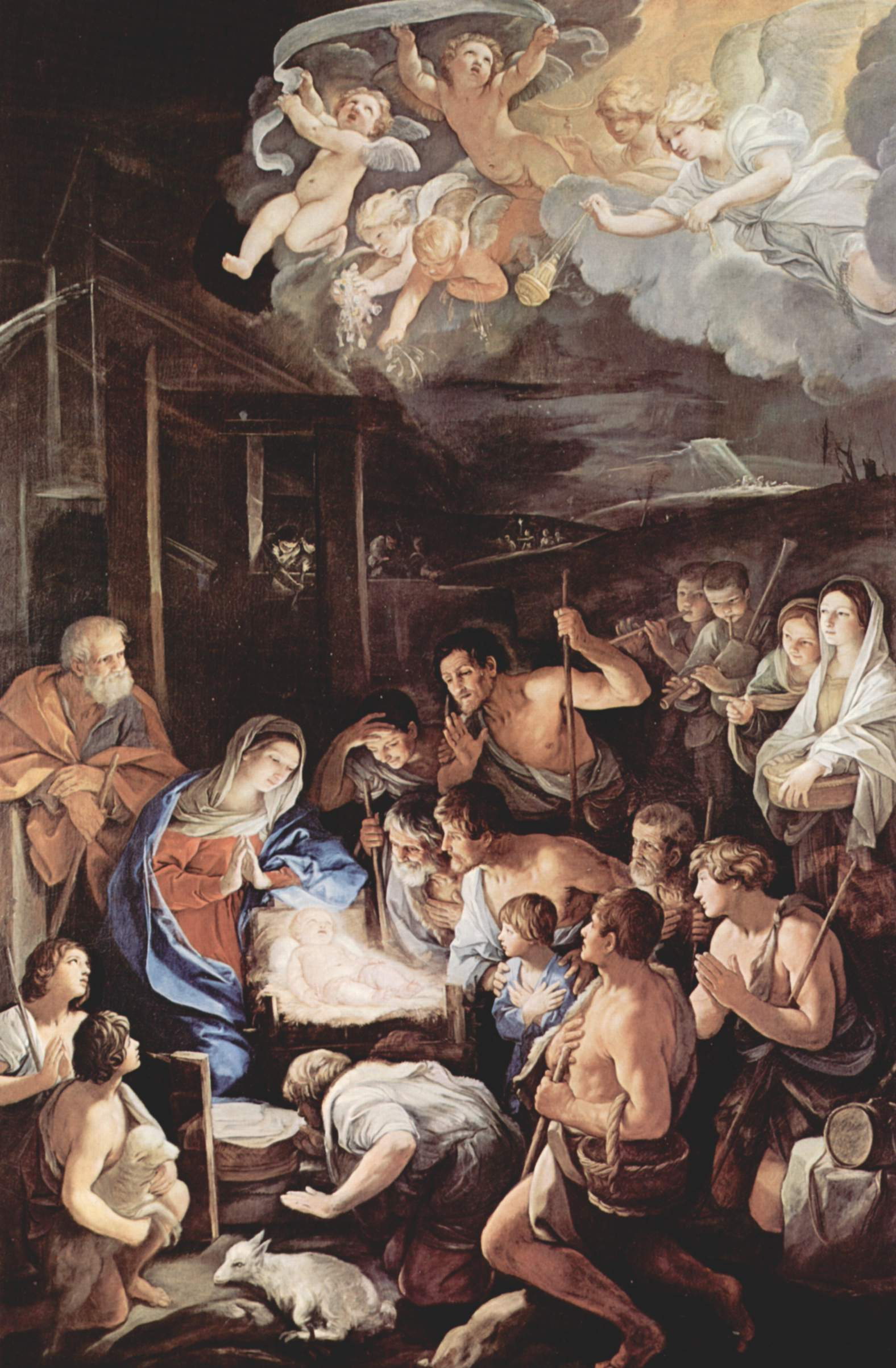
グイド・レーニ『羊飼いの礼拝』 (1630-1642年ごろ)、サン・マルティーノ教会、ナポリ
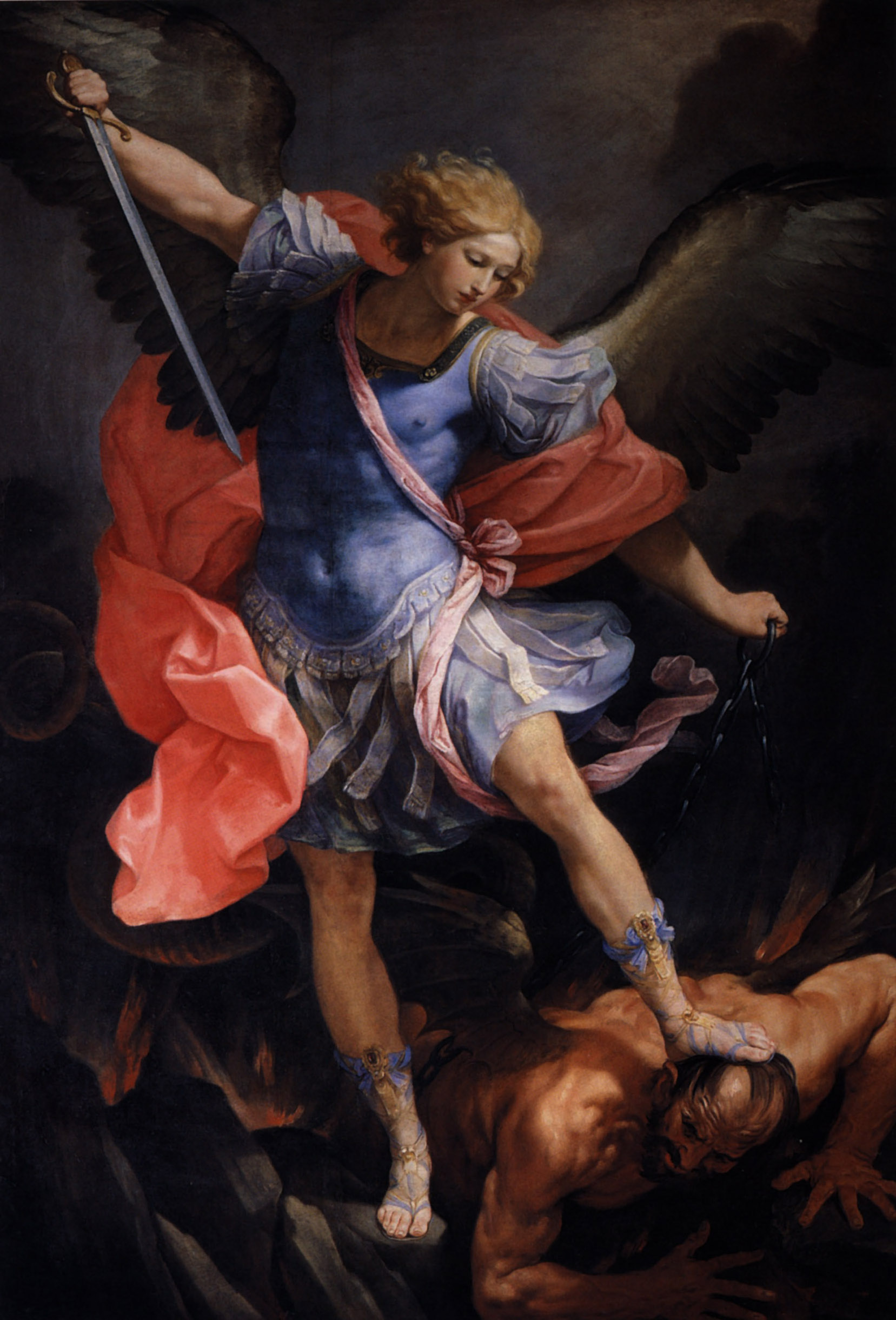
グイド・レーニ『悪魔を倒す聖ミカエル』 (1630-1635年ごろ)、サンタ・マリア・デッラ・コンチェツィオーネ・デイ・カップチーニ教会（英語版）、ローマ
ラファエロ『悪魔を倒す聖ミカエル』 (1518年)、ルーヴル美術館、パリ
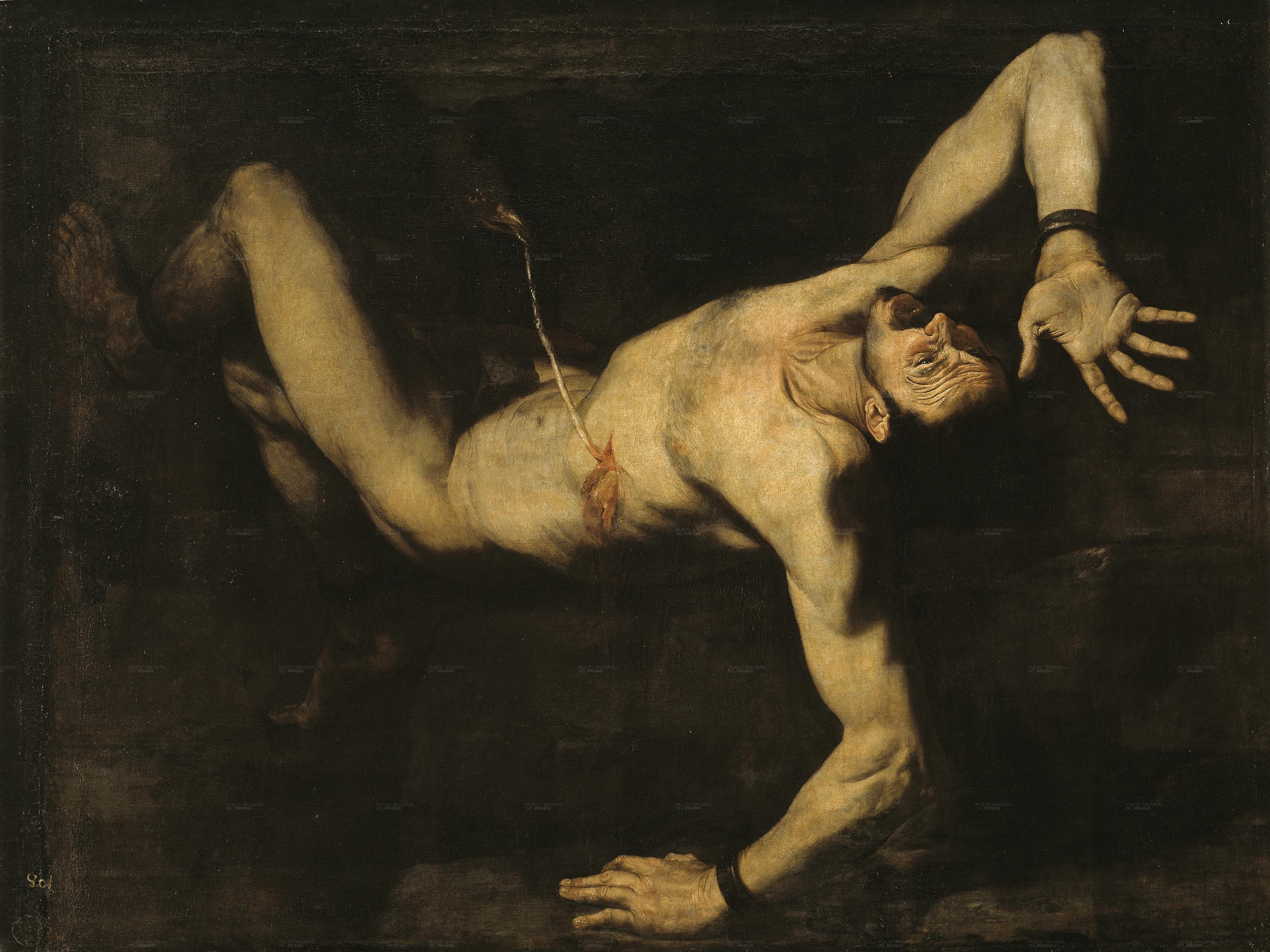
ホセ・デ・リベーラ『ティテュオス』 (1632年)、プラド美術館、マドリード
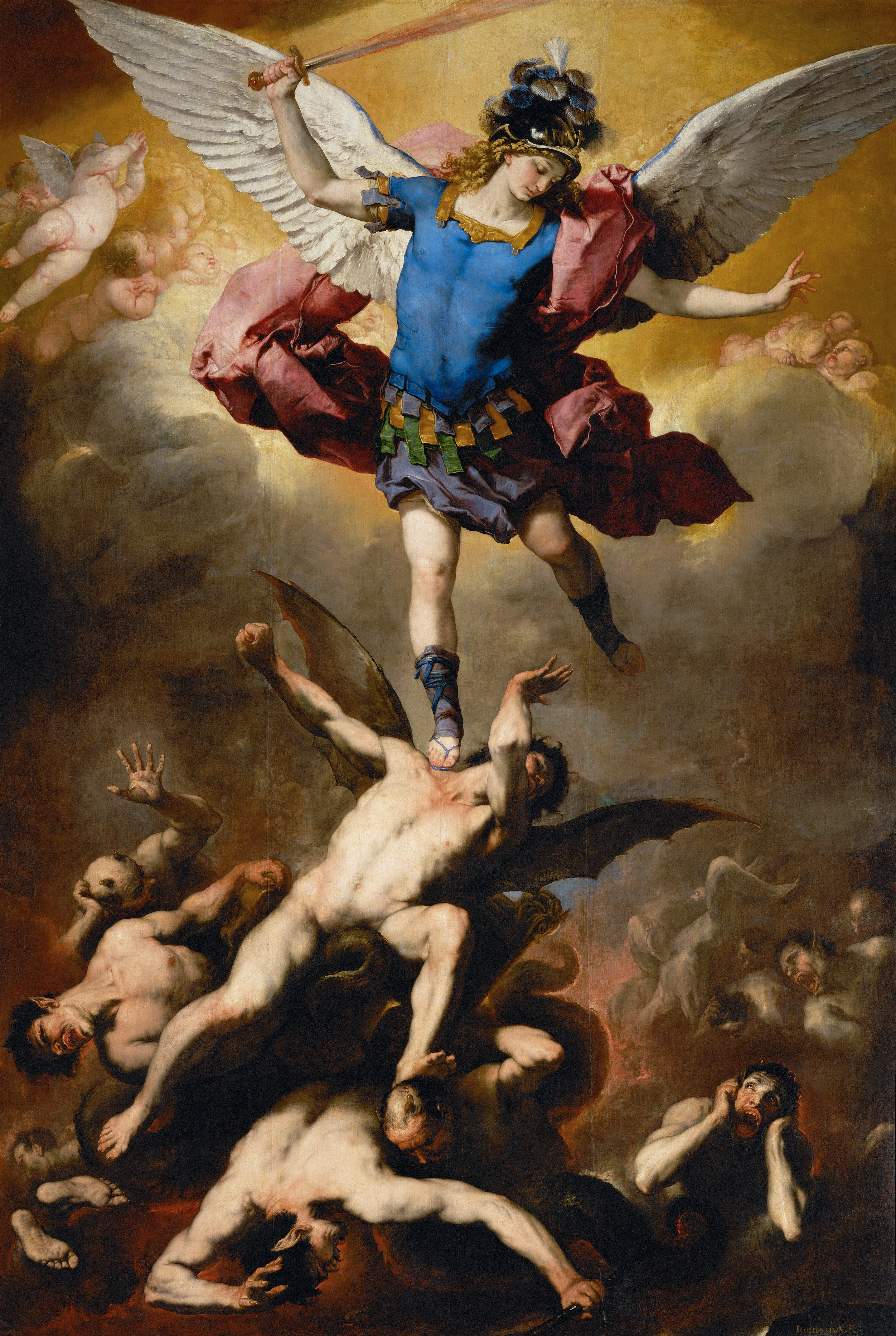
ルカ・ジョルダーノ『反逆天使の墜落』 (1666年ごろ)、美術史美術館、ウィーン